# 墨西哥堪薩斯城南方鐵路
墨西哥堪薩斯城南方鐵路（西班牙語：Kansas City Southern de México），簡稱KCSM，曾為「墨西哥鐵路交通」（Transportación Ferroviaria Mexicana），是墨西哥東北部使用鐵路進行貨物列車運送的公司。KCSM是堪薩斯城南方鐵路全資擁有和營運，並與墨西哥政府透過官方授權方式營運。其鐵路線主要由墨西哥城谷到美國邊境的德克薩斯州拉雷多，並有軌道連接港口城市拉薩羅卡德納斯和維拉克魯茲，令此公司擁有了特殊地位，將墨西哥灣以及太平洋都連接至美國邊境。